# Língua kangeana
Kangean é uma língua falada na Indonésia, nas Ilhas Kangean que ficam a leste de Madura. É inteligível com o Madurês (75% do vocabulário é inteligível).